# Uzumaki (manga)
Uzumaki (うずまき, lit. Espiral ?) es un manga de horror seinen escrito e ilustrado por Junji Ito, y serializado en la revista seinen Big Comic Spirits de la editorial Shogakukan de 1998 a 1999. Desde su publicación, el manga ha sido distribuido en varios países, incluyendo Estados Unidos, por la editorial Viz Media, mientras que en español diversas editoriales la han publicado: Ivrea en Argentina, Planeta Comic en España desde 2004 o Panini Comic para México en 2017. La trama sigue los acontecimientos ocurridos en un pequeño pueblo japonés víctima de una maldición que involucra una plaga de espirales que afecta progresivamente a todos sus habitantes.
El manga fue un éxito en su país, Japón, recibiendo una adaptación cinematográfica poco más de un año después de su publicación. La historia de Uzumaki tiene su origen en experiencias personales de su autor cuando vivía en una antigua choza japonesa de niño. Ito cree que el horror de Uzumaki es efectivo por su uso de simbolismos, que son generalmente considerados positivos en la cultura nipona, así como el hecho de que sus protagonistas se enfrenten a una fuerza más poderosa que ellos.
Una adaptación a serie de anime realizada por el estudio Drive y coproducida por Production I.G USA y Adult Swim, fue programada para estrenarse en 2021. El anime fue producido íntegramente en blanco y negro. La serie se estrenó el 28 de septiembre de 2024 en el servicio Max.

## Argumento
En un pequeño pueblo japonés costero llamado Kurouzu vive una adolescente llamada Kirie Goshima, quien junto a su familia lleva una vida sencilla. Su novio, Suichi Saito, a diferencia de ella y de casi todos los demás habitantes, se siente incómodo en el lugar por considerar que una maldición lo infecta con espirales e incluso sugiere a Kirie fugarse en más de una ocasión. Al poco tiempo su padre, el Sr. Saito comienza a desarrollar una obsesión enfermiza con todo tipo de objetos con forma de espiral al punto en el que finalmente provoca su propia muerte al deformar su cuerpo también en forma de espiral. Tras su funeral la siguiente en ser afectada por la maldición es la madre de Suichi que adquiere una fobia por las espirales que la llevan a mutilarse hasta morir. En cuestión de días más personas cercanas a Shuichi y Kirie son afectadas por la "maldición" como amigos y compañeros de clase, vecinos y sus propios familiares como el padre de Kirie, el Sr. Goshiwa. Incluso la propia Kirie cae víctima del maleficio cuando su cabello crece en forma de espiral y manifiesta voluntad propia. No obstante Shuichi la salva al cortarle el cabello antes de sufrir el mismo destino que otra estudiante que muere cuando su cabello crece en una enorme escultura.
El maleficio de las espirales poco a poco comienza a masificarse no solo afectando a individuos sino grupos y al pueblo mismo; manifestándose en grotescos y letales eventos como la transformación de personas en híbridos de caracol, las mujeres embarazadas comienzan adoptar hábitos de reproducción de los mosquitos e incluso sus hijos son capaces de regenerar sus cordones umbilicales y placentas para volver al útero de sus madres. Kirie queda malherida tras salvar a su hermano menor Mitsuo del faro del pueblo, lo que la fuerza a quedar hospitalizada por un tiempo. El clima del pueblo también se ve afectado por la maldición creándose poderosos tornados y remolinos en la costa.
Como las tormentas destruyen los hogares de varias personas incluyendo el de Shuichi y Kirie, la población se ve obligada a refugiarse en antiguas cabañas, lugares donde las personas siguen transformándose en caracoles o manifiestan brotes de protuberancias puntiagudas que cubren por completo la piel de sus víctimas. Cuando Mitsuo comienza a desarrollar su transformación en caracol, Kirie decide escapar del pueblo junto a su novio y otros habitantes. A la travesía también se une una reportera llamada Chie, que queda atrapada por culpa del inestable viento del pueblo que genera torbellinos con la más leve ventisca. Este fenómeno acaba por enloquecer a una gran parte de los habitantes de Kurouzu que se vuelven sobreprotectores con sus cabañas y se enfrentan entre ellos a muerte. Los esfuerzos de Kirie y los demás por escapar resultan inútiles cuando descubren que los caminos se deforman en espirales haciendo imposible la salida, en el camino de regreso Mitsuo se transforma por completo lo que obliga a Kirie a dejarlo con tal de salvaguardarlo de otras personas que se obsesionan con alimentarse de los seres caracol.
A su regreso a Kurouzu, Kirie, Chie y Shuichi descubren que han pasado varios años desde su intento de fuga, de manera que el pueblo ahora es un gigantesco laberinto circular y las personas que quedan están completamente enloquecidas o deformes. Preocupada por sus padres Kirie convence a Shuichi y Chie para intentar encontrarlos, pero en su búsqueda Chie queda atrapada entre las cabañas que se construyen constantemente. Sin más elección que seguir sin ella, Shuichi y Kirie siguen un rastro de vapor hasta un pozo que los lleva a una escalera de caracol debajo del pueblo. Allí ambos descubren unas antiguas ruinas en forma de espiral así como los cuerpos de varias personas que han sucumbido ante la maldición para formar parte de la construcción entre los cuales también están los Goshiwa. Un malherido Suichi le suplica a Kirie que lo abandone ya que se ha resignado a la maldición, pero Kirie confiesa sentirse igual y ambos se toman de la mano mientras sus cuerpos se deforman en espirales. En sus últimos pensamientos Kirie concluye que aunque la maldición parece haber finalizado, está seguirá manifestándose en futuros años cuando Kurouzu se restaure y vuelva a ser habitado.

## Media

### Manga
El manga inició su serialización en la revista semanal Big Comic Spirits desde 1998 hasta 1999, la editorial Shogakukan compiló los capítulos en 3 volúmenes que fueron publicados desde agosto de 1998 hasta septiembre de 1999; para celebrar el estreno de una película en acción real, la editorial lanzó ediciones especiales en el año 2000 y 2010 que incluyen un capítulo extra y comentarios del autor.
Viz Media publicó el manga para Norteamérica a través de la revista mensual Pulp durante los años 2001 y 2002; el manga ha sido además publicado en varios idiomas como español, francés, coreano y portugués.

#### Lista de volúmenes
| Volumen 1 | ISBN | Publicado            |
| Volumen 1 | ISBN 4-09-185721-3 | 29 de agosto de 1998 |
| | |                      |
| Contiene los capítulos: \| - 1 - Espiralmanía, parte 1 (うずまきマニア：その1 Uzumaki mania: So no ichi?) - 2 - Espiralmanía, parte 2 (うずまきマニア：その2 Uzumaki mania: So no ni?) - 3 - La cicatriz (傷跡 Kizuato?) \| - 4 - Alteraciones de cocción (窯変 Yōhen, Strange Kiln?) - 5 - Gente retorcida (ねじれた人びと Nejireta hitobito?) - 6 - Tirabuzones (巻髪 Maki kami?) \| | |                      |
| - 1 - Espiralmanía, parte 1 (うずまきマニア：その1 Uzumaki mania: So no ichi?) - 2 - Espiralmanía, parte 2 (うずまきマニア：その2 Uzumaki mania: So no ni?) - 3 - La cicatriz (傷跡 Kizuato?) | - 4 - Alteraciones de cocción (窯変 Yōhen, Strange Kiln?) - 5 - Gente retorcida (ねじれた人びと Nejireta hitobito?) - 6 - Tirabuzones (巻髪 Maki kami?) |                      |

| Volumen 2 | ISBN | Publicado             |
| Volumen 2 | ISBN 4-09-185722-1 | 26 de febrero de 1999 |
| | |                       |
| Contiene los capítulos: \| - 7 - Caja sorpresa (びっくり箱 Bikkuri-bako?) - 8 - Caracolenses (ヒトマイマイ Hitomaimai?) - 9 - El faro negro (黒い灯台 Kuroi tōdai?) \| - 10 - Columna de mosquitos (蚊柱 Kabashira?) - 11 - Placentas (臍帯 Saitai?) - 12 - El tifón número 1 (台風1号 Taifū ichi-gō?) \| | |                       |
| - 7 - Caja sorpresa (びっくり箱 Bikkuri-bako?) - 8 - Caracolenses (ヒトマイマイ Hitomaimai?) - 9 - El faro negro (黒い灯台 Kuroi tōdai?) | - 10 - Columna de mosquitos (蚊柱 Kabashira?) - 11 - Placentas (臍帯 Saitai?) - 12 - El tifón número 1 (台風1号 Taifū ichi-gō?) |                       |

| Volumen 3 | ISBN | Publicado                |
| Volumen 3 | ISBN 4-09-185723-X | 30 de septiembre de 1999 |
| | |                          |
| Contiene los capítulos: \| - 13 - La nagaya del ogro (鬼のいる長屋 Oni no iru nagaya?) - 14 - Mariposas (蝶 Chō?) - 15 - Caos (混沌 Konton?) - 16 - Más caos (続・混沌 Zoku konton?) \| - 17 - Escape (脱出 Dasshutsu?) - 18 - Laberinto (迷路 Meiro?) - 19 - Ruinas (遺跡 Iseki?) - Extra: Galaxias (銀河 Ginga?) \| | |                          |
| - 13 - La nagaya del ogro (鬼のいる長屋 Oni no iru nagaya?) - 14 - Mariposas (蝶 Chō?) - 15 - Caos (混沌 Konton?) - 16 - Más caos (続・混沌 Zoku konton?) | - 17 - Escape (脱出 Dasshutsu?) - 18 - Laberinto (迷路 Meiro?) - 19 - Ruinas (遺跡 Iseki?) - Extra: Galaxias (銀河 Ginga?) |                          |

### Adaptación cinematográfica
El 11 de febrero del 2000, una adaptación de Uzumaki en imagen real fue dirigida por Higuchinsky y estrenada en Japón. Protagonizan Eriko Hatsune como Kirie Goshima y Shin Eun-kyung interpretando a Chie Maruyama, entre otros. La cinta se divide en cuatro partes y el contenido es un poco diferente a la historia del manga.

### Anime
Durante la Crunchyroll Expo de 2019, se anunció una miniserie de anime de cuatro episodios. La animación estuvo a cargo de Production I.G USA, mientras que la distribución en el extranjero estuvo planificada por parte de Adult Swim.
El anime contó con dirección de Hiroshi Nagahama y con Colin Stetson como compositor musical. Fue anunciado para estrenarse en 2022 en el segmento de animación Toonami, de Adult Swim, antes del estreno oficial en Japón. Esta fue la cuarta ocasión en que Cartoon Network, como empresa, estuvo involucrado en la producción de un anime, tras series como The Big O, IGPX y FLCL.
El 27 de junio de 2022, la cuenta oficial de Twitter de la adaptación al anime publicó una actualización sobre la producción, anunciando que el estreno se retrasaría nuevamente sin anunciar una nueva fecha.
El 22 de julio de 2023, durante el panel «Toonami on the Green» de Adult Swim en la Comic-Con de San Diego, la cadena estrenó un clip de la serie. La serie se estrenó el 28 de septiembre de 2024, en el servicio de Max, con un episodio semanal.
El 24 de octubre de 2024, Max estrenó un doblaje portugués de la serie y anunció un doblaje latino realizado por Inway Media.

## Recepción
El manga fue nominado al Eisner Award en la categoría "mejor edición americana de material extranjero" en 2003; en 2009 la Young Adult Library Services Association incluyó al primer volumen en su lista "10 mejores novelas gráficas para adolescentes". La artista de cómics y editora de Comics Alliance, Sara Horrocks, definió al manga "como un fuerte y meticuloso trabajo". Theron Martin de Anime News Network evaluó el primer volumen del manga destacando el diseño de personajes. Varios críticos especializados en trabajos de horror han dado a Uzumaki buenas calificaciones donde siempre destacan la historia y el arte.